# Мачиг Лабдрон

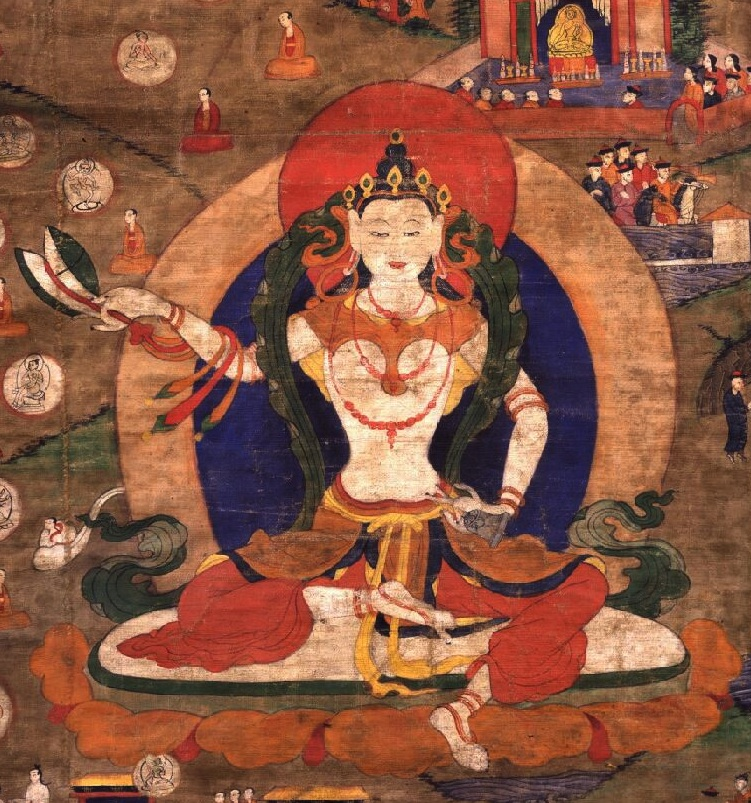

Мачи́г Лабдро́н (тиб.   མ་གཅིག་ལབ་སྒྲོན་ , Вайли: ma gcig lab sgron) (1055—1149) — тибетская йогини, основательница школы чод — практики отсечения привязанностей, основанной на соединении традиций дзогчен и шаманских знаний бон. Мачиг Лабдрон считается дакини, инкарнацией Еше Цогьял (согласно традиции, факт её воплощения был предсказан Падмасамбхавой) и признаётся божеством, проявлением Великой Матери Мудрости (Юм Ченмо) и Арья Тары, от которой она получала учения и посвящения.
Мачиг Лабдрон оставила после себя около 80 томов наставлений по практике чод. Значительная часть из них не дошла до потомков.